# Uppingham

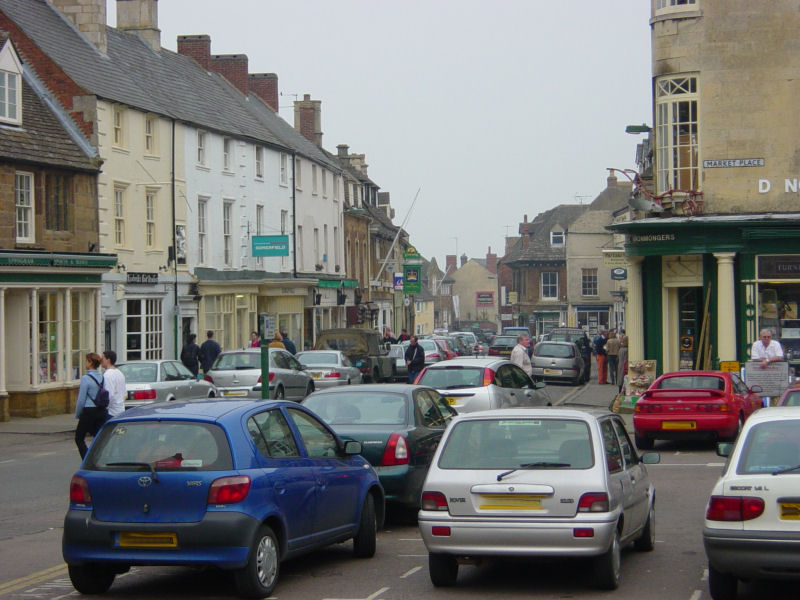
Centro de la localidad de Uppingham.

Uppingham es una localidad en el condado de Rutland en el East Midlands de Inglaterra, se encuentra ubicada a la vera de la carretera A47 entre Leicester y Peterborough, a unos 9 km al sur de la localidad de Oakham.

## Historia
La iglesia de San Pedro y San Pablo se remonta al siglo XIV. En ella se destaca el que Jeremy Taylor en sus comienzos haya estado radicado aquí.
Existe un primer registro en 1777 de Uppingham Workhouse en el que se menciona su capacidad para 40 internos. Hasta 1834 fue una workhouse de la parroquia, pero en 1836 se estableció el sindicato de Poor Law de Uppingham, y se construyó una nueva workhouse del sindicato en Leicester Road con capacidad para alojar 158 personas según un diseño del arquitecto William Donthorne. Durante la Primera Guerra Mundial, la edificación fue utilizada como hospital auxiliar alojando un Voluntary Aid Detachment. La workhouse fue clausurada en 1929, y el sitio fue ocupado por la Escuela de Uppingham que utiliza el edificio para alojar alumnos pupilos.